# 赤鰭棘鱗魚
赤鰭棘鱗魚又稱青帶金鱗魚，俗名金鱗甲、鐵甲兵、鐵線婆是輻鰭魚綱金眼鯛目金鱗魚科的其中一種。

## 分布
本魚分布於日本奄美大島以南、印度太平洋海域。

## 深度
水深1至40公尺。

## 特徵
本魚頭部、身體及各鰭均為紅色。體側具有青色之縱帶，縱帶在海中非常鮮明，但是一上釣之後就會不明顯。背鰭硬棘9至10枚、腹鰭軟條7至8枚、臀鰭軟條7至8枚、硬棘2至3枚。眼大，位於頭側。體長可達33公分。

## 生態
本魚大多棲息在珊瑚礁外緣的岩礁區裡，白晝躲藏在洞穴或礁隙中，夜間才出來覓食與活動，以小魚、甲殼類等為食。本種在沖繩地區相當常見。

## 經濟利用
食用魚，肉質糜爛，煮湯較為適宜。